# روبيرت ستامبولزيف
روبيرت ستامبولزيف (بالإنجليزية: Robert Stambolziev)‏ (26 أكتوبر 1990 بملبورن في أستراليا - ) هو لاعب كرة قدم أسترالي في مركز جناح ‏. شارك مع منتخب أستراليا تحت 20 سنة لكرة القدم. أما مع النوادي، فقد لعب مع أولمبياكوس نيقوسيا وسيدني إف سي ونادي كافالا وThrasyvoulos F.C. ‏ وProodeftiki F.C. ‏ وNiki Volos F.C. ‏ وAEK Kouklia ‏.

## وصلات خارجية
- روبيرت ستامبولزيف على موقع قاعدة بيانات كرة القدم.إي يو (الإنجليزية)
- روبيرت ستامبولزيف على موقع Soccerway.com (الإنجليزية)